# Will (serial telewizyjny)
Will – amerykański serial telewizyjny (dramat historyczny), którego twórcą jest Craig Pearce.
Serial był emitowany od 11 czerwca 2017 do 4 września 2017 przez TNT, w Polsce zaś od 13 lipca 2017 do 14 września 2017 przez TNT Polska. 6 września 2017 stacja TNT Polska ogłosiła anulowanie serialu po jednym sezonie.

## Fabuła
Serial opowiada o życiu młodego Williama Szekspira, który przybywa do Londynu.

## Obsada

### Główna
- Laurie Davidson jako William Szekspir[4]
- Olivia DeJonge jako Alice Burbage[5]
- Colm Meaney jako James Burbage[6]
- Mattias Inwood jako Richard Burbage[6]
- Jamie Campbell Bower jako Christopher Marlowe
- Ewen Bremner jako Richard Topcliffe

### Role drugoplanowe
- James Berkery jako Jeremy Nightstand
- William Houston jako Kemp
- Lukas Rolfe jako Presto
- George Sear jako Billy Cooper
- Max Bennett jako Robert Southwell[7]
- Edward Hayter jako Thomas Walsingham
- Kristy Philipps jako Apelina
- Jasmin Savoy Brown jako Emilia Bassano[8]
- Ben Fox jako John Shakespeare
- Amanda Lawrence jako Mary Shakespeare
- Deirdre Mullins jako Anne Shakespeare
- Jamie Beamish jako Augustine Phillips
- Michael Elwyn jako lord Hunsdon
- Will Irvine jako Samuel Ward
- Michael Nardone jako Edward Arden
- Dean-Charles Chapman jako Billy Cooper
- Nancy Carroll jako Ellen Burbage

## Odcinki
| Sezon | Sezon | Odcinki | Oryginalna emisja | Oryginalna emisja | Oryginalna emisja | Oryginalna emisja | Oryginalna emisja |
| Sezon | Sezon | Odcinki | Premiera sezonu   | Finał sezonu      | Premiera sezonu   | Finał sezonu      |                   |
| ----- | ----- | ------- | ----------------- | ----------------- | ----------------- | ----------------- | ----------------- |
|       | 1     | 10      | 10 lipca 2017     | 4 września 2017   | 13 lipca 2017     | 14 września 2017  |                   |

### Sezon 1 (2017)
| #  | Tytuł                           | Reżyseria          | Scenariusz                                 | Premiera TNT     | Premiera TNT Polska |
| -- | ------------------------------- | ------------------ | ------------------------------------------ | ---------------- | ------------------- |
| 1  | The Play's The Thing            | Shekhar Kapur      | Craig Pearce                               | 10 lipca 2017    | 13 lipca 2017       |
| 2  | Cowards Die Many Times          | Shekhar Kapur      | Craig Pearce                               | 10 lipca 2017    | 20 lipca 2017       |
| 3  | The Two Gentlemen               | Shekhar Kapur      | Craig Pearce, Jacquelin Perske, Louise Fox | 17 lipca 2017    | 27 lipca 2017       |
| 4  | Brave New World                 | Elliott Lester     | Cat Jones                                  | 24 lipca 2017    | 3 sierpnia 2017     |
| 5  | The Marriage of True Minds      | Elliott Lester     | Craig Pearce, Jacquelin Perske             | 31 lipca 2017    | 10 sierpnia 2017    |
| 6  | Something Wicked This Way Comes | Magnus Martens     | Corinne Marrinan                           | 7 sierpnia 2017  | 17 sierpnia 2017    |
| 7  | What Dreams May Come            | Magnus Martens     | Sarah Byrd                                 | 14 sierpnia 2017 | 24 sierpnia 2017    |
| 8  | Your Houses                     | Jonathan Teplitzky | Mark Steilen                               | 21 sierpnia 2017 | 31 sierpnia 2017    |
| 9  | Play the Devil                  | Jonathan Teplitzky | David Rambo                                | 28 sierpnia 2017 | 7 września 2017     |
| 10 | Once, Bright Angel              | Shekhar Kapur      | Craig Pearce                               | 4 września 2017  | 14 września 2017    |

## Produkcja
Na początku stycznia 2016 poinformowano, że tytułową rolę zagra Laurie Davidson. W kolejnym miesiącu ogłoszono, że do obsady dołączyli: Colm Meaney jako James Burbage, Mattias Inwood jako Richard Burbage oraz Olivia DeJonge jako Alice Burbage. 18 maja 2016 stacja TNT zamówiła 10-odcinkowy serial o młodym Szekspirze. Na początku września 2016 ogłoszono, że Max Bennett wcieli się w rolę Roberta Southwella. W listopadzie 2016 podano, że Jasmin Savoy Brown dołączyła do obsady serialu.